# 一見勝之
一見 勝之（いちみ かつゆき、1963年〈昭和38年〉1月30日 - ）は、日本の政治家、運輸・国土交通官僚。三重県知事（公選第21代）。無所属。

## 経歴
三重県亀山市出身。高田高等学校を経て1986年3月に東京大学法学部を卒業。国家公務員採用Ⅰ種試験（法律）に合格して、1986年4月に運輸省へ入省。
2018年5月15日に海上保安庁次長、2019年7月9日に国土交通省自動車局長、2020年8月1日に内閣府総合海洋政策推進事務局長。2021年7月、退官。
同年8月、鈴木英敬知事の第49回衆議院議員総選挙立候補に伴う辞職により秋に行われる三重県知事選挙への立候補を表明。自民・公明・立憲・国民から推薦を得て、同年9月12日に行われた選挙で当選を果たした。9月14日付で三重県知事に就任。
2021年に開催が知事選の直前で中止となった第76回国民体育大会「三重とこわか国体」&第21回全国障害者スポーツ大会「三重とこわか大会」を最短で6年後の2027年への延期の是非をめぐっては、「2027年への延期になると、会場の再選定が必要な種目があるほか、自治体支援の負担増が追加されるため、延期は困難」として、国体史上初の完全欠番とする意向を固めることになった（今後内々定都道府県との交渉での譲歩がない限りは、次回の立候補が可能なのは2035年以後となる）。尊敬する人物は公明党の冬柴鐵三（元国土交通大臣秘書官経験者であった事）としている。

## 年譜
2017年7月までの経歴の出典
- 1986年04月：運輸省入省
- 1991年09月：運輸省神戸海運監理部運航部港運課長
- 1992年09月：運輸省自動車交通局旅客課新輸送サービス対策室補佐官
- 1993年06月：国際観光振興会企画調査部
- 1994年01月：国際観光振興会パリ観光宣伝事務所
- 1996年05月：運輸省航空局監理部航空事業課補佐官
- 1998年07月：運輸省運輸政策局政策課補佐官
- 2000年06月：運輸省大臣官房文書課補佐官
- 2001年
  - 01月：国土交通省大臣官房総務課長補佐
  - 04月：国土交通省大臣官房総務課企画補佐官
  - 07月：国土交通省中部運輸局自動車部長
- 2002年07月：国土交通省中部運輸局自動車交通部長
- 2003年03月：国土交通省大臣官房総務課企画官（鉄道局）
- 2005年08月：国土交通省自動車交通局総務課企画室長
- 2006年
  - 07月：国土交通省総合政策局貨物流通施設課長
  - 09月：国土交通省大臣官房付（冬柴鐵三国土交通大臣秘書官事務取扱）
- 2008年08月：国土交通省自動車交通局貨物課長
- 2009年11月：国土交通省航空局空港部空港政策課長
- 2011年07月：関西国際空港株式会社総務人事部長
- 2012年04月：新関西国際空港株式会社総務人事部長
- 2013年07月：海上保安庁総務部政務課長
- 2015年07月：海上保安庁総務部長
- 2017年07月：国土交通省総合政策局次長・総合政策局運輸審議会審理室長
- 2018年05月15日：海上保安庁次長[7]
- 2019年07月09日：国土交通省自動車局長[8][9]
- 2020年
  - 07月21日：国土交通省大臣官房付[10]
  - 08月01日：内閣府総合海洋政策推進事務局長[11]
- 2021年
  - 07月01日：大臣官房付・即日辞職[12]
  - 09月14日：9月12日に執行された三重県知事選挙の当選の告示により、この日から知事に就任[1]。

## 選挙歴
| 当落 | 選挙                 | 執行日        | 年齢 | 選挙区 | 政党   | 得票数     | 得票率 | 定数 | 得票順位 /候補者数 | 政党内比例順位 /政党当選者数 |
| ---- | -------------------- | ------------- | ---- | ------ | ------ | ---------- | ------ | ---- | ------------------ | ---------------------------- |
| 当   | 2021年三重県知事選挙 | 2021年9月12日 | 58   | ーー   | 無所属 | 39万1767票 | 71.54% | 1    | 1/3                | /                            |